# Technische Zeichnung
Eine Technische Zeichnung ist ein grafisches Dokument des technischen Zeichnens, das die für die Herstellung eines Einzelteils, die Montage zu einer Baugruppe, einer Maschine oder einer technischen Anlage erforderlichen Informationen enthält. Sie dient auch der technischen Produktdokumentation.
DIN 199 definiert: „Eine Technische Zeichnung ist eine Zeichnung in der für technische Zwecke erforderlichen Art und Vollständigkeit, z. B. durch Einhaltung von Darstellungsregeln und Maßeintragungen.“
Die im Bauwesen verwendeten technischen Zeichnungen werden als Bauzeichnungen bezeichnet. In diesem Artikel wird vorwiegend das Technische Zeichnen im Maschinen- und Anlagenbau behandelt.

## Darstellungsarten

3 Ansichten in Orthogonalprojektion aus 3 zueinander rechtwinkligen Richtungen

In den frühesten Zeichnungen wurde die anschauliche perspektivische (dreidimensionale) Darstellung – anfänglich in primitiver und ab der Renaissance in korrekter Weise – benutzt.
Weil sie relativ hohe Anforderungen an die Begabung der Zeichner stellt, ging man bei Beginn der Industrialisierung (18. Jahrhundert) auf zweidimensionale Abbildungen der Objekte in rechtwinkliger Parallelprojektion (Orthogonalprojektion) über. Die Kanten und Symmetrie-Linien der meisten technischen Gegenstände sind untereinander rechtwinklig angeordnet. Man kann ihnen ein rechtwinkliges Koordinatensystem überlagern und von ihnen Ansichten (Vorder-/Rückansicht, Seitenansicht von rechts/links und Drauf-/Untersicht) in je einer Richtung der Koordinatenachsen erzeugen. Die in den drei Koordinatenebenen liegenden Flächen werden unverzerrt abgebildet. Bei der angewendeten Parallelprojektion ist der Abbildungsmaßstab unabhängig davon, welchen Abstand eine Objektebene vom Betrachter hat; alle Längen sind maßstabgleich dargestellt. Nachteilig ist, dass sich der Betrachter die Geometrie des Körpers aus mehreren Ansichten (und gegebenenfalls Schnitten bei Körpern mit Hohlräumen) vorstellen muss (setzt räumliches Vorstellungsvermögen voraus).
Parallel zur Orthogonalprojektion werden auch schon immer sogenannte axonometrische Projektionen angewendet. Diese sind vorwiegend für technische Laien gedacht, denn es handelt sich um dreidimensionale Darstellungen. Wegen des Zeichenaufwandes und des Gebrauchs nur eines oder zwei Abbildungsmaßstäben sind es nicht beliebige, sondern ausgewählte und parallele axonometrische Projektionen aus ausgewählten Richtungen:
- Isometrische Axonometrie – ein Abbildungsmaßstab   1:1:1
- Dimetrische Axonometrie – zwei Abbildungsmaßstäbe   1:1:0,5.

Beim Technischen Zeichnen mit Computer (CAD) lässt sich inzwischen ohne besonderen Aufwand jede beliebige perspektivische Darstellung (auch in Zentralprojektion) erzeugen, denn die Voraussetzung einer besonderen Zeichner-Begabung ist entfallen.

## Arten von Zeichnungen
Im Maschinenbau wird zwischen Teilzeichnungen und Zusammenbauzeichnungen mit Stücklisten unterschieden.

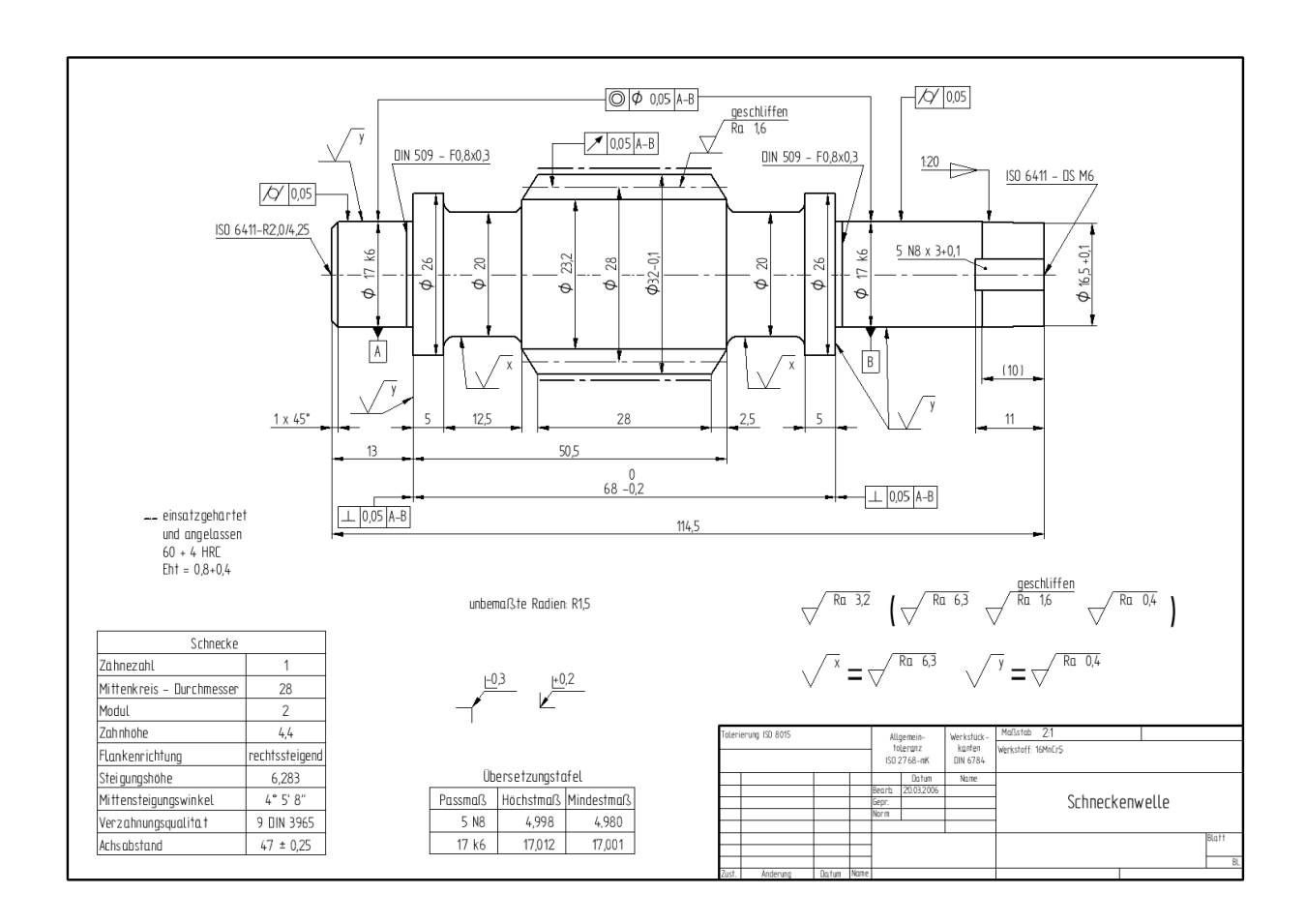
Teilezeichnung
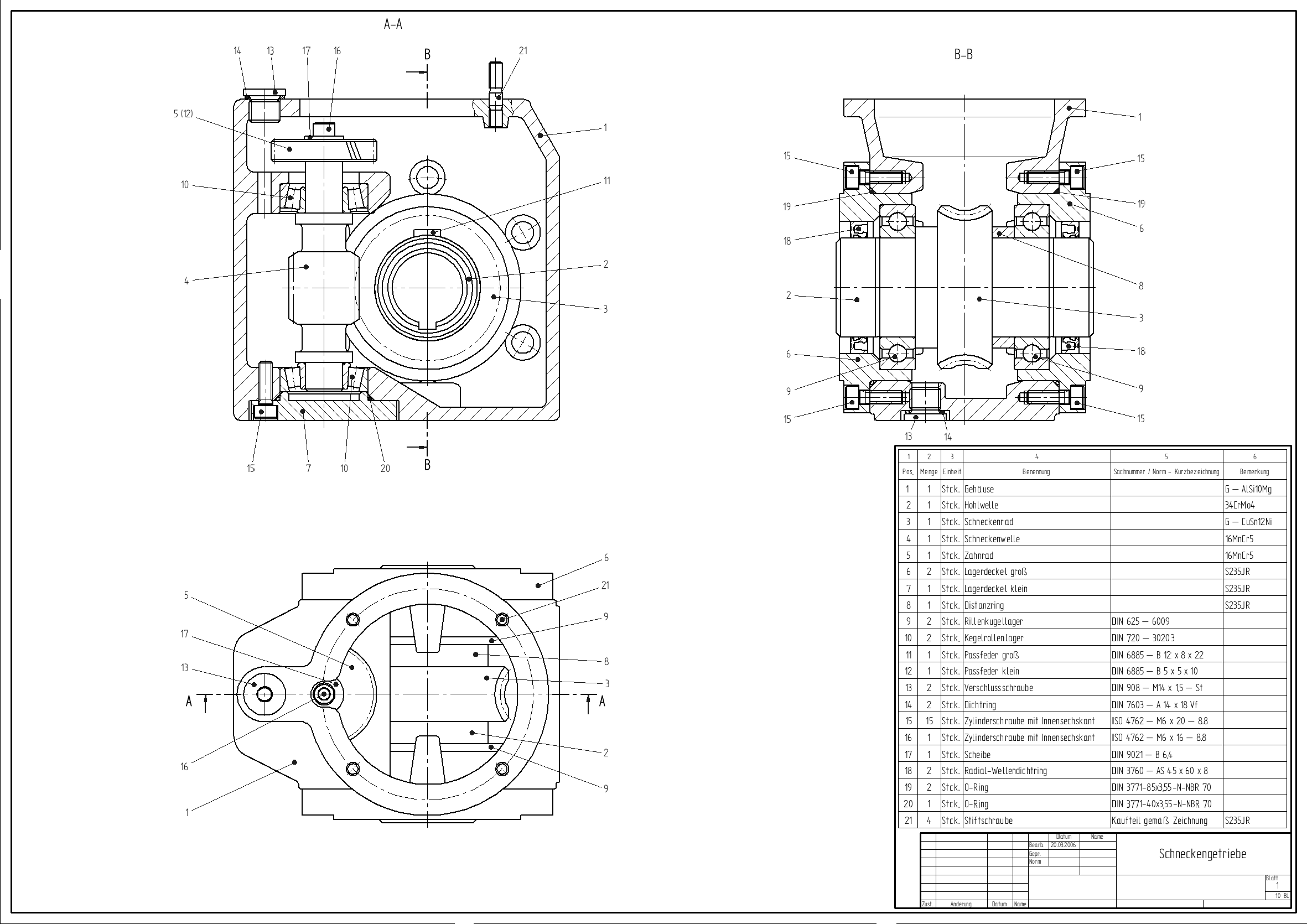
Zusammenbauzeichnung

### Teil- oder Einzelteilzeichnungen
Sie enthalten die bemaßte Darstellung eines Bauteils und werden benutzt für
- die Arbeitsplanung,
- für die Bereitstellung des Werkstoffs z. B. Abtrennen eines Rohlings von einem Halbzeug,
- für die Bearbeitung (Formgebung gleich Hauptteil der Fertigung),
- für etwaige Wärmebehandlung (z. B. Härten),
- für etwaige Oberflächenbehandlung (z. B. Lackieren) und
- für die Teile-Endkontrolle.

In der Regel enthält eine Teilzeichnung nur ein Bauteil.
Für Schmiede-, (Warm)Press- und Gussteile werden zwei Teilzeichnungen angefertigt: Rohteil- und Fertigteilzeichnung.

### Zusammenbauzeichnungen
Auf einer Zusammenbauzeichnung wird die gesamte Maschine, der Apparat oder das Gerät (Gesamtzeichnung) oder eine zusammengebaute Bauteilgruppe (Gruppenzeichnung) dargestellt.
Zusammenbauzeichnungen können auch Darstellungen enthalten, die die Zusammensetzung aus den der Einzelteilen und deren gemeinsame Funktion verdeutlichen (sogenannte Explosionszeichnungen). Dadurch werden Montage, Reparatur und generell das Verständnis für das Produkt erleichtert.

Explosionszeichnung einer Zahnradpumpe

### Andere Zeichnungsarten
Für Reparaturanleitungen (inkl. Ersatzteilkataloge) und Gebrauchsanleitungen) und Publikationen (inkl. Prospekte) werden häufig gesonderte Zeichnungen wie z. B. Explosionszeichnungen angefertigt.

### Pläne
Pläne zeigen, wie mehrere Maschinen oder insbesondere die Teile größerer technischer Anlagen zueinander angeordnet werden. Beispiele sind Lagepläne und Rohrleitungspläne.
Elektrische Schaltpläne werden zur Darstellung des elektrischen Antriebs und der elektrischen Steuerung von Maschinen angefertigt.

## Regeln und Normen im Zeichnungswesen
Die Vereinheitlichung bei der Anfertigung technischer Zeichnungen (kurz: im Zeichnungswesen) ist einerseits eine Parallele zum Austauschbau, den sie andererseits fördert. Sie erfolgt sowohl mittels nationaler (z. B. DIN), im Laufe der Entwicklung aber mehr und mehr mittels internationaler Standards bzw. industrieller Normen (insbes. ISO).
Die Abkehr von der historischen individuell gestalteten Zeichnung ist umfassend und bis ins Detail gehend. Der einzelne Technische Zeichner ist nicht mehr an einer persönlichen Note, sondern nur noch daran zu erkennen, wie geschickt er die Regeln und Normen anwendet.
Genormt ist Folgendes (diese Aufstellung ist eine geraffte Zusammenfassung, im Einzelnen gibt es wesentlich mehr Vereinbarungen):

### Das Zeichnungsblatt
- Blattgrößen im Papierformat der Reihe A
  - A4 bis A0 (A5 nur ausnahmsweise, da zu klein für übliche Aktenordner, im amerikanischen und asiatischen Raum zumeist andere Formate),
  - Faltung großformatiger Zeichnungen zur Ablage in Aktenordnern A4 nach DIN 824;
- Zeichnungsmaßstab; Auswahlreihe für Verkleinerungs- oder Vergrößerungsverhältnis zwischen Objekt und Darstellung nach ISO 5455
  - Natürlicher Maßstab: 1:1,
  - Verkleinerungsmaßstäbe: 1:2; 1:5; 1:10 … sowie 10n Vielfache davon,
  - Vergrößerungsmaßstäbe: 2:1; 5:1; 10:1 … sowie Vielfache davon;

Schriftfeld nach EN ISO 7200

- Schriftfeld in Ecke unten rechts des Zeichnungsblatts
  - Einträge nach EN ISO 7200: Benennung des Produkts, Zeichnungsnummer, Materialangaben, Maßstab, Erstellungs-/Prüfvermerke, Versionsgeschichte/Revisionsstand u. a.,
  - mögliche Erweiterung des Schriftfeldes nach oben durch eine Stückliste zur Aufzählung der Bauteile (Benennung und Anzahl) bei Zusammenbauzeichnungen (separate Stückliste/n, falls Platzmangel bei größeren Baugruppen);
- Beschriftung mittels schräger oder senkrechter Normschrift für Technische Zeichnungen (lateinische oder griechische Buchstaben und arabische Ziffern)
  - Auswahlreihe für Schriftgröße (-höhe) von 2,5 mm bis 6 mm.

### Die Darstellung

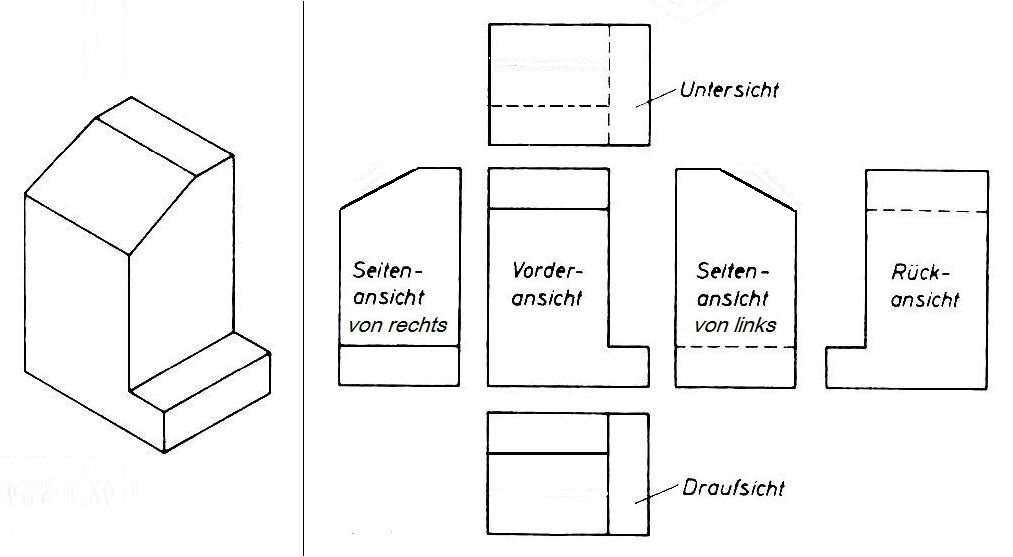
Ansichten (rechts) des darzustellenden Körpers (links); relative Platzierung nach ISO

Hinweis auf relative Platzierung der Ansichten
links: nach ISO: rechts: in den USA

#### Ansichten
- Auswahl der Hauptansicht (Vorderansicht) ist frei (evtl. Hauptansicht beim Gebrauch des Gegenstands oder diejenige Ansicht, die dessen Form am besten zeigt, so dass auf einige Ansichten verzichtet werden kann; meistens sind ohnehin nicht alle der im nebenstehenden Bild gezeigten 6 Ansichten erforderlich),
- Drehlage (vertikal oder horizontal) des Gegenstandes wie bei Gebrauch (Fertigprodukt) oder bei Fertigung (Bauteil)

#### Schnitte
Schnitte ergänzen die Ansichten von außen. Sie sind notwendig, wenn Formen in Inneren eines Körpers von außen nicht oder schlecht erkennbar sind. Ein Teil des Körpers wird weggeschnitten gedacht und eine Ansicht des verbleibenden Körperteils erstellt.
- Schraffur: Die entstandenen Schnittflächen werden durch eine Schraffur gekennzeichnet. Die Schnitt-Partie durch eine Rippe bleibt unschraffiert. damit diese Stelle nicht den Eindruck einer Massenanhäufung erweckt (siehe 2. Bild in untenstehender Bildreihe). Man denke sich die Rippe so dünn, dass sie beim Schneiden verfehlt, der Schnitt parallel vor ihr geführt wird.
- Drehlage: Sie entspricht der Schnittansicht der Blickrichtung auf die Schnittfläche (siehe 3. Bild in untenstehender Bildreihe: Schnitt A-A).
- Vollschnitte: Der Körper wird in einem geraden Schnitt senkrecht zur Papierebebene und meistens in einer seiner Symmetrieebenen vollständig durchschnitten. Möglich sind auch geknickt geführte Schnitte.
- Teilschnitte: Sie werden erstellt, wenn die Ergänzung zu Vollschnitten keine weitere Informationen enthalten. Betrifft der Schnitt nur ein Detail, so wird von seiner Umgebung freigeschnitten. Bei geknickten und Detail-Schnitten muss die Schnittführung dargestellt werden.

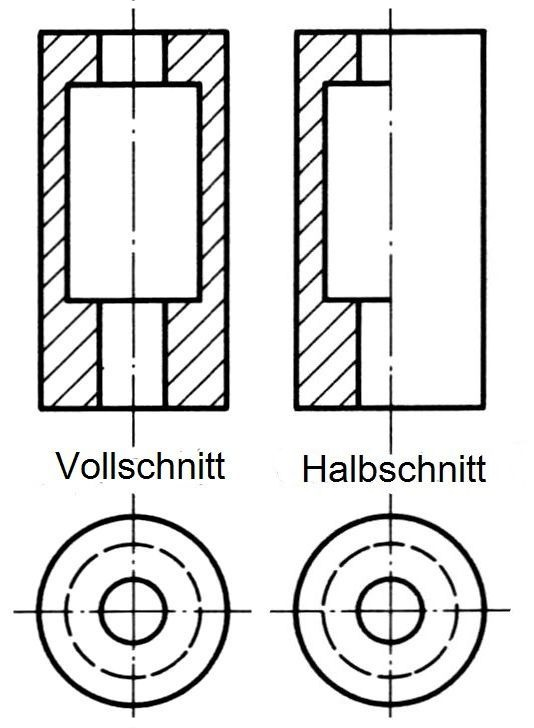
Schnittbilder einer Hülse
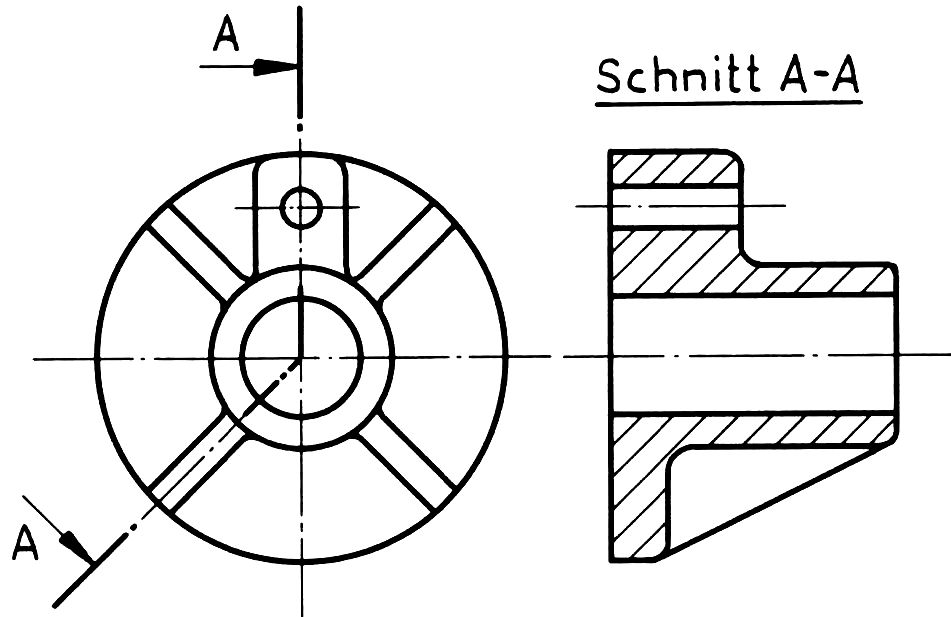
Geknickter Vollschnitt eines Flansches
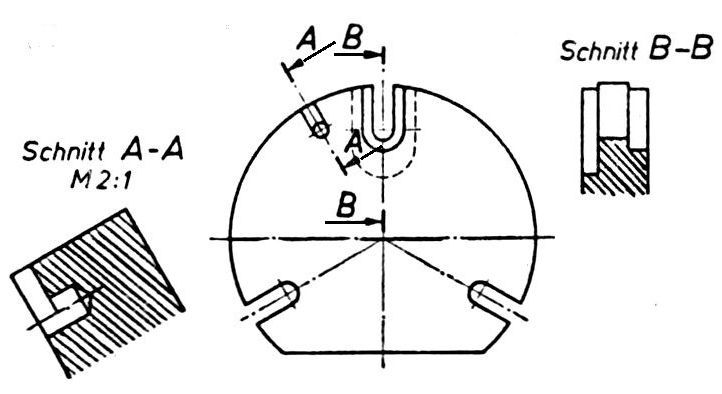
Teilschnitte an Details einer Scheibe

#### Linienarten und -breiten
Verschiedene Linienarten und -breiten haben im technischen Zeichnen verschiedene Bedeutungen:
- breite Volllinie im Allgemeinen für sichtbare Körperkanten und Umrisse,
- schmale Volllinien vor allem für Maß- und Maßhilfslinien, Schraffuren und Zahnrad-Fußkreise,
- (schmale) Strichlinien für nicht sichtbare, verdeckte Körperkanten und Umrisse,
- (schmale) Strichpunktlinien für Symmetrieachsen, Rotationsachsen, Teilkreise, Lochkreise u. a.,
- (schmale) Freihand- und Zickzacklinien für Bruchkanten bei unterbrochener Darstellung langer Bauteile, Umrandung von Teilschnitten u. a.

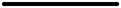
Breite Volllinie
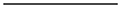
Schmale Volllinie
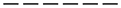
Strichlinie
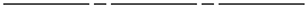
Strichpunktlinie
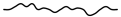
Freihandlinie
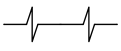
Zickzacklinie

Die Linienbreiten sind in Auswahlgruppen relativ zueinander festgelegt:
| Liniengruppe | Bevorzugt für Blattformat | Linienbreite in mm | Linienbreite in mm | Linienbreite in mm |
| ------------ | ------------------------- | ------------------ | ------------------ | ------------------ |
| 0,5          | A2 und kleiner            | 0,25               | 0,35               | 0,5                |
| 0,7          | A1 und A0                 | 0,35               | 0,5                | 0,7                |

Tabelle nach DIN

Nach ISO gibt es zusätzlich die Liniengruppen 0,25; 0,35 und 1. Dort fehlen aber die mittleren Linienbreiten, die in DIN für Beschriftungen und verdeckte Kanten und Umrisse vorgesehen sind.

#### Bemaßung
Die Gegenstände werden zwar maßstäblich gezeichnet, ihre Abmessungen müssen aber immer zusätzlich zahlenmäßig angegeben werden. Eine Maßentnahme durch Ausmessen in der Zeichnung ist zwar möglich, ist aber nicht verbindlich. Die Bemaßung wird i. d. R. vom Konstrukteur vorgenommen und vom Technischen Zeichner lediglich in die Zeichnung eingetragen. Da in der Fertigung alle Maße nur innerhalb einer Toleranz-Breite erreicht werden können, ist auch wichtig, auf welches Formelement sich ein jedes Maß bezieht. Das zu entscheiden ist den Fertigungsprozess einbezogene Konstruktions-Arbeit.

Grundelemente einer Längenbemaßung

Die Bemaßung betrifft im Wesentlichen Längen- und Winkelabmessungen mit sogenanntem Nennmaß und zulässiger Toleranzbreite. Die Toleranzbreite entfällt in vielen Fällen, weil oft die bei üblicher Fertigung ohne besonderen Aufwand erreichbare ausreichend ist. Diese ist in pauschal gültigen Normen erfasst und in mehrere Genauigkeitsgrade unterteilt: Allgemeintoleranzen nach ISO.
In nebenstehende Abbildung zeigt die Grundelemente einer Längenbemaßung:
Grundelemente der Bemaßung (siehe Darstellung rechts) sind:
1. Maßpfeil links
2. Maßlinie
3. Maßzahl (Maßeinheit ist Millimeter mm, wird nicht eingetragen)
4. Maßhilfslinie
5. Maßpfeil rechts

Bei einer Winkelbemaßung bilden die Maßhilfslinien untereinander den mit der Maßzahl bezeichneten Winkel (Maßeinheit o wird eingetragen), und die Maßlinien sind Kreisbögen.
In der folgenden Bildreihe sind auch Bemaßungen von zylindrischen Konturen (hier Bohrungen, im Allgemeinen auch Wellen) enthalten. Die Draufsichten (Bilder 2 und 4) könnten entfallen, weil der Vorsatz ø (für Durchmesser, 1. u. 2. Bild) bzw. M (für Gewinde-Durchmesser, 3. u. 4. Bild) zur Kennzeichnung der Kreisform genügt.
Die Bilder 3 und 4 zeigen zusätzlich das übliche, lediglich symbolische Zeichnen von Gewinde mit zwei Linien: breite Volllinie für die Begrenzung gegen Luft, schmale Volllinie für die Begrenzung im Material (tiefste Ausdehnung des Gewindegangs).

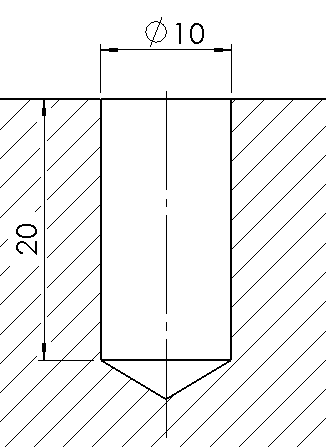
1. Bohrung, Schnittbild
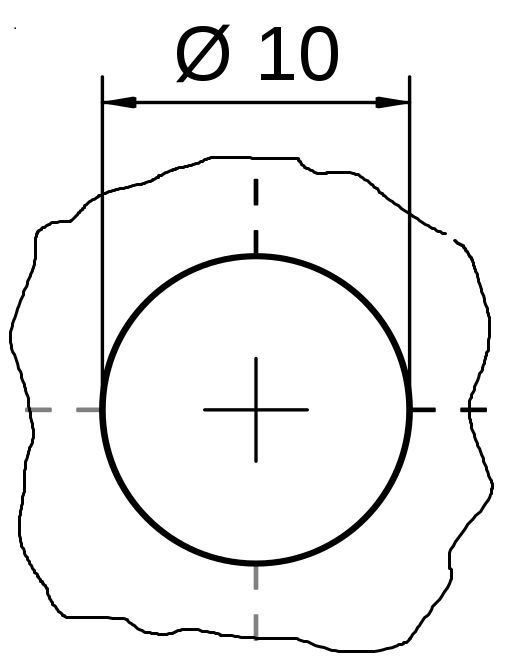
2. Bohrung oder Zapfen, Draufsicht
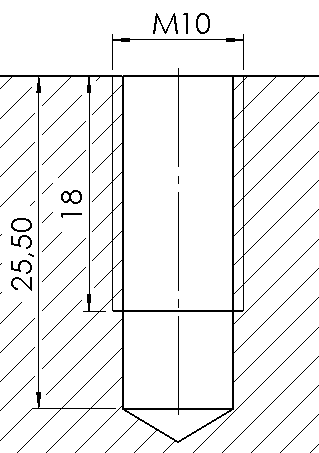
3. Gewindeloch, Schnittbild
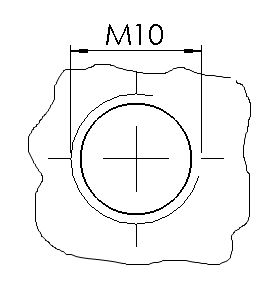
4. Gewindeloch, Draufsicht
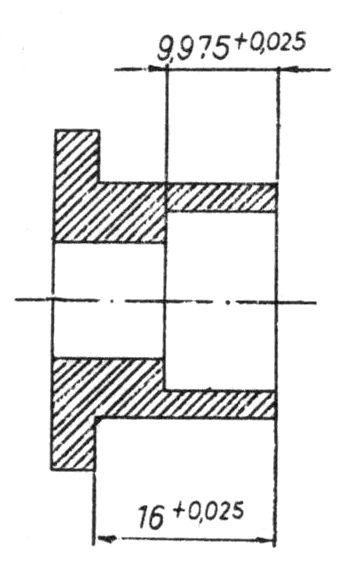
5. tolerierte Maße an einem Flansch

Die beiden Grenzen eines Toleranzfeldes werden hinter die Maßzahl geschrieben (siehe 5. Bild der obigen Reihe; die zweite Grenze ist jeweils ±0). Wird ein Passungssystem für die Kombination von Bauteilen verwendet, so wird die Maßzahl mit einem entsprechenden Code (enthält das Toleranzfeld als zum Nennmaß relative Werte: a) Breite, b) Lage) ergänzt.
Für die Vielzahl von Form- und Lagetoleranzen gibt es besondere Regelungen der Darstellung (siehe im Hauptartikel). Wegen des hohen Aufwandes ihrer Kontrolle werden sie nur bei besonders hohen Anforderungen an die Qualität der Bauteile angewendet.
Teilzeichnungen erfordern dafür, dass die Bauteile vollständig beschrieben sind, eine große Zahl von Bemaßungen. Zusammenbauzeichnungen enthalten wenige oder gar keine Bemaßungen. Die wenigen betreffen diejenigen Maße, die beim Zusammenbau durch Positionieren oder Justieren zu verwirklichen sind.

#### Weitere Beschriftungen
Die bei der Herstellung durch Zerspanen geforderte Glattheit wird mit Dreiecken als Symbolen für die zulässige Rautiefe auf der jeweiligen Oberfläche vermerkt.
Für die meistens am Schluss vorgenommenen Oberflächenbehandlungen (z. B. Lackieren) und Wärmebehandlungen (z. B. Glühen des Werkstoffs, aus dem das Bauteil gefertigt wurde, i. d. R. ein Metall), werden auf die betroffenen Flächenteile bzw. Bereiche zeigende Beschriftungen angebracht.

#### Einsparung von Zeichenarbeit
Zur Einsparung von Zeichenarbeit gibt es in besonderen Fällen besondere Regeln:
- Lochkreise in Flanschen: nur Teilkreis mit den Löchern im Flansch anstatt vollständige Draufsicht,
- Einzelheiten: Vergrößert gezeichnete Ausschnitte anstatt komplette vergrößerte Ansichten/Schnitte (siehe links im 3. Reihenbild im Abschnitt Schnitte),
- lange Gegenstände: Zwischenstücke ohne besondere zusätzliche Formmerkmale herausgeschnitten und Endstücke zusammen gerückt anstatt komplette Abbildung auf größerem Zeichenblatt (z. B. lange Wellen, Balken u. a.),
- häufig wiederkehrende Formen: Form nur einmal dargestellt, Anzahl vermerkt und Bereich gekennzeichnet, anstatt kompletter Darstellung (z. B. Sägezähne, Lochfelder)
- häufig wiederkehrende genormte Formen: symbolische Darstellung, Anzahl vermerkt und Bereich gekennzeichnet (z. B. Gewinde, Norm-Zahnräder u. a.),
- symmetrische Gegenstände: Darstellung nur einer Hälfte von spiegelbildlich oder rotationssymmetrischen (z. B. Drehteile) anstatt kompletter Darstellung,
- u. a.

### Normen-Übersicht
Eine vollständige Darstellung aller gültigen Normen für das technische Zeichnen ist an dieser Stelle nicht gedacht. Vielmehr sollen hier die wesentlichsten Normen gelistet werden, die beim technischen Zeichnen Anwendung finden. Für weitere Details sei auf spezielle Literatur zum Thema verwiesen. Spezielle Normen für Bauzeichnungen sind im Abschnitt Normen des entsprechenden Artikels gelistet.

#### DIN-Normen
| Norm       | Bereich           | Inhalt                                                   | Beschreibung |
| ---------- | ----------------- | -------------------------------------------------------- | --- |
| DIN 5      | Darstellung       | Isometrische und dimetrische Darstellung                 | Verwendung im technischen Zeichnen (ersetzt durch ISO 5456-3) |
| DIN 6      | Darstellung       | Ansichten und Schnitte                                   | Darstellung im technischen Zeichnen (ersetzt durch ISO 128) |
| DIN 15     | Darstellung       | Linienarten                                              | Verwendung von Volllinie, Freihand- und Zickzacklinie, Strichpunktlinie (Achse), Strich-Zweipunktlinie etc. im technischen Zeichnen (ersetzt durch ISO 128-20 bzw. ISO 128-24)             |
| DIN 30     | Darstellung       | Vereinfachte Darstellungen                               | Verwendung im technischen Zeichnen |
| DIN 199    | Begriffe          | Technische Produktdokumentation                          | Benennungen und Definitionen für CAD-Modelle, technische Zeichnungen und Stücklisten für die technische Produktdokumentation im Bereich der mechanischen Technik.                          |
| DIN 201    | Darstellung       | Schraffuren und Farben                                   | Verwendung im technischen Zeichnen (ersetzt durch ISO 128-50) |
| DIN 406    | Beschriftung      | Maßeintragungen, Toleranzkurzzeichen etc.                | Verwendung im technischen Zeichnen (ersetzt durch ISO 129) |
| DIN 919    | Holzverarbeitung  | Technische Zeichnungen, Holzverarbeitung                 | Verwendung im technischen Zeichnen |
| DIN 1356   | Bauzeichnung      | Darstellung von Linien und Schraffuren in Bauzeichnungen | Verwendung im technischen Zeichnen |
| DIN 2429   | Rohrleitungsbau   | Symbole für Rohrleitungen                                | Zu verwenden beim technischen Zeichnen von Rohrleitungen |
| DIN 2481   | Wärmekraftanlagen | Symbole für Wärmekraftanlagen                            | Zu verwenden beim technischen Zeichnen von Schaltplänen |
| DIN 6771   | Papierformate     | Zeichenblattformate                                      | Einteilung und Beschriftung beim technischen Zeichnen ((Teil 6 entspricht früherer DIN 823), August 1999 erneut ersetzt durch EN ISO 5457, Papierformat, Teil 1 ersetzt durch EN ISO 7200) |
| DIN 6775   | Zeichengeräte     | Micronorm                                                | Prüfnorm für Tuschefüller, Zeichen- und Schriftschablonen (ersetzt durch ISO 9175) |
| DIN 6776–1 | Beschriftung      | ISO-Normschrift                                          | Verwendung im technischen Zeichnen (ersetzt durch EN ISO 3098) |
| DIN 7154   | Passungen         | Passungssystem Einheitsbohrung                           | Verwendung im technischen Zeichnen |
| DIN 7155   | Passungen         | Passungssystem Einheitswelle                             | Verwendung im technischen Zeichnen |
| DIN 7157   | Passungen         | Passungsauswahl im System Einheitsbohrung                | Verwendung im technischen Zeichnen |
| DIN 7182   | Begriffe          | Grundbegriffe von Toleranzen und Passungen               | Verwendung im technischen Zeichnen (ersetzt durch ISO 286–1) |
| DIN 24300  | Fluidtechnik      | Schaltsymbole für Ölhydraulik und Pneumatik              | Technisches Zeichnen von hydraulischen und pneumatischen Schaltplänen Vergleiche: Liste der Schaltzeichen (Fluidtechnik)                                                                   |
| DIN 40900  | Elektrotechnik    | Elektro-Schaltzeichen                                    | Technisches Zeichnen von elektrischen Schaltplänen (ersetzt durch DIN EN 60617) Vergleiche: Liste der Schaltzeichen (Elektrik/Elektronik)                                                  |

#### ISO-Normen
| Norm       | Bereich      | Inhalt                                        | Beschreibung                                              |
| ---------- | ------------ | --------------------------------------------- | --------------------------------------------------------- |
| ISO 128    | Darstellung  | Technische Zeichnungen                        | Allgemeine Grundlagen der Darstellung                     |
| ISO 286    | Passungen    | Passungen                                     | ISO Toleranzsystem für Passungen                          |
| ISO 1219   | Fluidtechnik | Fluidtechnische Schaltpläne                   | Vorgaben zur Erstellung                                   |
| ISO 2162   | Darstellung  | Federn                                        | Darstellung im technischen Zeichnen                       |
| ISO 2768-1 | Darstellung  | Allgemeintoleranzen für Längen und Winkelmaße | Verwendung im technischen Zeichnen                        |
| ISO 2768-2 | Beschriftung | Allgemeintoleranzen für Form und Lage         | Verwendung im technischen Zeichnen                        |
| ISO 5455   | Beschriftung | Maßstäbe                                      | Verwendung im technischen Zeichnen                        |
| ISO 6410   | Darstellung  | Gewinde                                       | Darstellung im technischen Zeichnen                       |
| ISO 9175-1 | Zeichengerät | Micronorm                                     | Prüfnorm für Tuschefüller, Zeichen- und Schriftschablonen |

#### EN ISO-Normen
| Norm        | Bereich       | Inhalt                                                 | Beschreibung                                                     |
| ----------- | ------------- | ------------------------------------------------------ | ---------------------------------------------------------------- |
| EN ISO 1302 | Beschriftung  | Oberflächenbeschaffenheiten                            | Angaben beim technischen Zeichnen (ersetzt durch EN ISO 21920-1) |
| EN ISO 3098 | Beschriftung  | Technische Produktdokumentation, Schriften             | Verwendung im technischen Zeichnen (ersetzt DIN 6776-1)          |
| EN ISO 5457 | Papierformate | Blattgrößen                                            | Verwendung im technischen Zeichnen (ersetzt DIN 6771-6)          |
| EN ISO 7200 | Schriftfeld   | Datenfelder in Schriftfeldern und Dokumentenstammdaten | Verwendung im technischen Zeichnen (ersetzt DIN 6771-1)          |

## Erstellung, Vervielfältigung, Archivierung und Weitergabe
Früher wurden Technische Zeichnungen direkt auf Transparentpapier erstellt, durch Lichtpausen, ehemals Blaupause vervielfältigt und die Originale sorgfältig verwahrt. Im Laufe der Zeit haben sich verschiedene Vervielfältigungsverfahren für technische Zeichnungen entwickelt (z. B.  Diazotypie), die teilweise bis heute verwendet werden.
Der Einsatz von CAD-Software und die hierdurch möglichen Kopien der CAD-Daten verdrängt inzwischen teilweise die Papierform der Technischen Zeichnung, meist werden aber auch die mit CAD erstellten Zeichnungen ausgedruckt, geplottet oder die nötige Anzahl von Kopien einfach mit einem Kopiergerät vervielfältigt.
Für die Versionsverwaltung und die Bereitstellung von technischen Zeichnungen in digitaler Form werden zunehmend Dokumentenmanagement- und elektronische Archivsysteme eingesetzt. In diesen werden die notwendigen Daten unter anderem als DWG, DXF, IFC hinterlegt.
Zur Archivierung werden häufig noch Papierzeichnungen und Mikrofilme eingesetzt, da eine (wie z. B. im Bergbau) geforderte digitale Archivierung unverändert über mehrere Jahrhunderte nicht sichergestellt werden kann. Für kurzfristige Archivierungen wird das Format PDF/A1 empfohlen. Andere Formate wie pixelbasierte Datenformate sind üblich.